# نعومي سيكويرا
نعومي سيكويرا (بالإنجليزية: Naomi Sequeira)‏ هي مغنية وممثلة أسترالية، ولدت في 29 ديسمبر 1994 في سيدني في أستراليا.

## وصلات خارجية
- نعومي سيكويرا على موقع IMDb (الإنجليزية)
- نعومي سيكويرا على موقع روتن توميتوز (الإنجليزية)
- نعومي سيكويرا على موقع ألو سيني (الفرنسية)